# Barbara Czajkowska
Barbara Czajkowska z domu Kubiak (ur. 24 lutego 1955 w Warszawie) – polska dziennikarka telewizyjna, prowadząca na antenie TVP2 w latach 1993–2006 emitowany na żywo program publicystyczny z udziałem czołowych osobowości polskiej sceny politycznej pt. Linia specjalna.
Absolwentka XI Liceum Ogólnokształcące im. Mikołaja Reja w Warszawie i absolwentka wydziałów historycznego (1977) i dziennikarstwa Uniwersytetu Warszawskiego.
Barbara Czajkowska jest laureatką nagrody Grand Press i nagrody telewizyjnej Wiktora za rok 1998, a także wyróżnienia specjalnego przyznanego przez polskich posłów IV kadencji za osobowość i styl. Dwukrotnie nominowana do Nagrody im. Dariusza Fikusa.

## Autorskie programy
- Punkt Widzenia, TVP2 – 1991–1995; program pokazujący największych polskich trucicieli środowiska i efekty ich działalności, walczący o ochronę środowiska w Polsce, zdrowie obywateli, promujący świadomość ekologiczną. Jeden z pierwszych programów o tej tematyce.
- Konwój (dwie edycje) TVP2 – cykl pokazujący piękno Polski, zabytków – również zaniedbywanych i popadających w ruinę – i krajobrazu, fascynujących ludzi. Podejmowano również tematykę ochrony krajobrazu, zabytków, środowiska.
- Muzyka i okolice, TVP2 – cykl programów o muzyce (jazz, rock and roll), jej twórcach i czasach, w jakich ją tworzono.
- Suplement, TVP Polonia – cykl programów, debat, rozmów o gospodarce.
- Linia specjalna, TVP2 – 1993–2006; rozmowy na żywo z politykami, intelektualistami, ze słynnym głosowaniem widzów (autorzy: Barbara Czajkowska i Zbigniew Proszowski jako pierwsi w Polsce wprowadzili do programu głosowanie widzów: Audiotele).
- Kod dostępu, TVP Info – 2012–2016; cykl rozmów, realizowany na żywo, z politykami, intelektualistami, działaczami życia społecznego, gospodarczego.
- Reguły gry, TVP Info – 2013; cykl rozmów, realizowany na żywo, z naukowcami, działaczami życia społecznego, poruszający kwestie dotyczące spraw społecznych.

Wszystkie wymienione programy realizowane we współpracy reżyserskiej ze Zbigniewem Proszowskim. Barbara Czajkowska prowadzi również okazjonalnie debaty wyborcze.